# Mautern an der Donau
Mautern an der Donau est une agglomération de la rive sud du Danube en Basse-Autriche faisant face à Krems an der Donau.

## Histoire
Sous le règne de l'empereur Domitien, les légions romaines dressèrent à cet endroit un fort avec une simple palissade, qui fut renforcé par la suite. Une légion s'y installa de façon permanente vers 300 ap. J. Chr. : Mautern, sous le nom de Favianae, était sous l'Empire romain une ville importante du Norique, qui se situait à la frontière nord de la province, au contact des tribus germaniques. Cependant Favianae ne devint célèbre qu'au moment de la décadence de Rome, et cela grâce au monastère qu'y fonda Saint Séverin au milieu du Ve siècle. Un fort couvrait le dernier pont sur le Danube aux confins du pays de Wachau.
En 893, la ville passe sous administration de Kremsmünster. En 899 elle est nommée pour la première fois dans les Annales de Fulda, puis en 903 dans l'ordonnance douanière de Raffelstetten. De 985 à 991, la ville dépend de l'évêché de Passau.
En 1137 l'évêque Reginmar de Passau conclut un accord avec les bourgeois de Babenberg qui permit l'érection de la première collégiale Saint-Étienne de style roman. Vers 1276, le roi Rodolphe Ier octroie les libertés bourgeoises, le droit de fortification et l'autonomie juridictionnelle aux bourgeois de la ville. Un nouveau pont de bois est reconstruit sur le Danube en 1463, quatre ans plus tard, l'empereur Frédéric III donne son blason à la ville.
Lors des combats de la Cinquième Coalition l'armée d'Italie commandée par Eugène de Beauharnais y vainquit le 25 mai 1809 les troupes autrichiennes du général Jellacic. Cette victoire a été immortalisée par un tableau d'Hippolyte Lecomte.
Il y a depuis un peu plus d'un siècle (1895) à Mautern un pont en treillis métallique sur le Danube, qui fut l'un des premiers et longtemps des plus considérables par la taille des ponts jetés sur ce fleuve entre Linz et Vienne ; ce pont fut sévèrement endommagé au cours de la Seconde Guerre mondiale.